# Сенека (Південна Кароліна)
Сенека (англ. Seneca) — місто (англ. city) в США, в окрузі Оконі штату Південна Кароліна. Населення — 8850 осіб (2020).

## Географія
Сенека розташована за координатами 34°40′51″ пн. ш. 82°57′57″ зх. д. / 34.68083° пн. ш. 82.96583° зх. д. (34.680815, -82.965965).  За даними Бюро перепису населення США в 2010 році місто мало площу 19,70 км², з яких 19,56 км² — суходіл та 0,14 км² — водойми.

## Демографія
Згідно з переписом 2010 року, у місті мешкали 8102 особи в 3511 домогосподарстві у складі 2152 родин. Густота населення становила 411 осіб/км².  Було 4076 помешкань (207/км²).
Расовий склад населення:
| - 65,3 % — білих - 29,0 % — чорних або афроамериканців - 0,9 % — азіатів - 0,3 % — корінних американців - 2,2 % — осіб інших рас |

До двох чи більше рас належало 2,3 %. Частка іспаномовних становила 4,5 % від усіх жителів.
За віковим діапазоном населення розподілялося таким чином: 22,2 % — особи молодші 18 років, 58,9 % — особи у віці 18—64 років, 18,9 % — особи у віці 65 років та старші. Медіана віку мешканця становила 41,4 року. На 100 осіб жіночої статі у місті припадало 87,1 чоловіків;  на 100 жінок у віці від 18 років та старших — 82,8 чоловіків також старших 18 років.
Середній дохід на одне домашнє господарство  становив 49 233 долари США (медіана — 35 609), а середній дохід на одну сім'ю — 61 733 долари (медіана — 53 635). Медіана доходів становила 40 908 доларів для чоловіків та 33 000 доларів для жінок. За межею бідності перебувало 23,3 % осіб, у тому числі 36,7 % дітей у віці до 18 років та 16,8 % осіб у віці 65 років та старших.
Цивільне працевлаштоване населення становило 3400 осіб. Основні галузі зайнятості: освіта, охорона здоров'я та соціальна допомога — 25,6 %, виробництво — 20,9 %, мистецтво, розваги та відпочинок — 17,7 %.